# 費希爾山
費希爾山（英語：Fisher Massif）是南極洲的山體，位於麥克羅伯特森地，長30公里、寬9公里，處於阿拉米斯山脈以南78公里的蘭伯特冰川西岸，屬於查爾斯王子山脈的一部分，由澳大利亞探險隊發現，現時由南極條約體系管理。